# 2 Samuel 11
2 Samuel 11 es el decimoprimer capítulo del Segundo Libro de Samuel en el Antiguo Testamento de la Biblia cristiana o la primera parte de los Libros de Samuel en la Biblia hebrea. Según la tradición judía, el libro se atribuyó al profeta Samuel, con adiciones de los profetas Gad y Natán, pero muchos eruditos modernos lo ven como una composición de varios textos independientes de diversas épocas, desde el 630-540 a. C. aproximadamente.  Este capítulo contiene el relato del reinado de David en Jerusalén. Esto se encuentra dentro de una sección que comprende 2 Samuel 9-20 y continúa hasta 1 Reyes 1-2, que tratan de las luchas de poder entre los hijos de David para sucederle en el trono hasta que «el reino quedó establecido en manos de Salomón» (1 Reyes 2:46).

## Texto
Este capítulo fue escrito originalmente en el idioma hebreo. Está dividido en 29 versículos.

### Testigos textuales
Algunos manuscritos antiguos que contienen el texto de este capítulo en hebreo son de la tradición del Texto Masorético, que incluye el Códice de El Cairo (895), el Códice de Alepo (siglo X) y el Códice de Leningrado (1008). Se encontraron fragmentos que contienen partes de este capítulo en hebreo entre los Rollos del Mar Muerto, incluido el 4Q51 (4QSama; 100-50 a. C.) con los versículos 3-4, 9-10 y 12 existentes.
Entre los manuscritos antiguos existentes de una traducción al griego koiné conocida como la Septuaginta (originalmente realizada en los últimos siglos a. C.) se encuentran el Códice Vaticano (B; {\displaystyle \ ara{G}}B; siglo IV) y el Códice Alejandrino (A; {\displaystyle \ ara{G}}A; siglo V).

## Análisis
Los capítulos 11 y 12, que tratan sobre David, Betsabé, y Urías, forman un episodio que se estructura concéntricamente en once escenas:
A. David envía a Joab y al ejército a atacar Rabá (11:1)
B. David se acuesta con Betsabé, la esposa de Urías (11:2-5)
C. David y Urías: David organiza la muerte de Urías (11:6-13)
D. David a Joab: Urías debe morir (11:14-17)
E. Joab a David: David recibe la noticia de Joab (11:18-25)
F. David recibe en su casa a la esposa de Urías. El Señor está disgustado (11:26-27)
E'. Natán a David: Dios le da una noticia a David (12:1–7a)
D'. Natán a David: el niño morirá (12:7b–15a)
C'. David y el niño: Dios asegura la muerte del niño (12:15b-23)
B'. David se acuesta con Betsabé, su esposa (12:24-25)
A'. Joab y David conquistan Rabá (12:26-31)
Todo el episodio se enmarca en la batalla contra Rabá, la capital amonita, que comienza con el envío de David
a Joab y al ejército para sitiar la ciudad, y concluye con la capitulación de la ciudad ante David (A/A'). Las escenas B/B' relatan que David se acostó con Betsabé, quien concibió en cada ocasión. Las escenas C y D relatan el complot que provocó la muerte de Urías, mientras que C' y D' informan de la respuesta de Dios al crimen de David: el niño moriría. Las secciones E/E' contrastan la reacción de David ante la muerte de Urías con su reacción ante la matanza de un cordero en la parábola de Natán. El punto de inflexión
en el episodio (F) afirma el descontento divino ante estos acontecimientos.
Este episodio de la desgracia de David tiene un profundo efecto en el recuerdo posterior de la fidelidad de David al Señor: «David hizo lo que era recto ante los ojos del Señor, y no se apartó
de nada de lo que le mandó todos los días de su vida, excepto en el asunto de Urías el hitita» (1 Reyes 15:5), mientras que en los Libros de las Crónicas se omite por completo (véase 1 Crónicas 20:1-2).

## David y Betsabé (11:1-13)
Las actividades militares en Oriente Medio solían comenzar en primavera, tras el final de las lluvias invernales, y era entonces cuando las tropas israelitas bajo el mando de Joab eran enviadas a Rabbá (según el último capítulo, mientras que David se quedaba atrás (cf. 2 Samuel 10:7-14). Este se convierte en el escenario de la caída de David: le brinda la oportunidad de ver a Betsabé bañándose y luego cometer adulterio con ella.
La mala conducta de David se denuncia abierta y honestamente, sin atenuantes ni explicación de su motivación.

### Versículo 3
Y David envió a preguntar por la mujer.
Y uno dijo: «¿No es esta Betsabé, hija de Eliam, la esposa de Urías el hitita?»
- «Eliam»: padre de Betsabé, identificado en 2 Samuel 23:34 como el hijo de Ajitófel.[18][20] Su nombre está escrito como Amiel (= pueblo de Dios), en lugar de Eliam (= Dios del pueblo), en 1 Crónicas 3:5 (que escribió Betsabé como «Bath-shua»).[20] Eliam podría ser el mismo que el hermano-oficial de Urías en la lista de los Valientes de David en 2 Samuel 23:34.[20][21] El hecho de que Betsabé fuera la nieta del consejero de David, Ahitofel de Gilo,[22] (como también se señala en el Talmud[23]) podría explicar los consejos de Ahitofel a Absalón (2 Samuel 15:12) como un acto de venganza por la seducción de su nieta y el asesinato de su marido.[24]
- «Urías el hitita»: el marido de Betsabé, uno de los «Valientes de David». En 4QSama, se dice que es el escudero de Joab.[18] El apelativo «el hitita» puede denotar el origen familiar de alguien nacido en Israel, como sugiere el elemento divino «Yah» de su nombre.[18] En Mateo 1:6, se menciona a «la mujer de Urías» como uno de los antepasados de Jesús.[25]

### Versículo 4
Y David envió mensajeros y se la llevó; y ella entró a él, y él se acostó con ella; porque ella estaba purificada de su inmundicia: y ella volvió a su casa.
- «Purificada de su impureza»: es decir, «purificándose después de la menstruación»; después de que pasen los siete días de impureza ritual (Levítico 15:19).[18] Este se considera el mejor período posible para la concepción, como se atestigua en otros documentos antiguos. Ref. Aristóteles. Hist. Animal. l. 7. c. 2. Apud Gill's Exposition to the Entire Bible. 2 Samuel 11.

## David hizo que mataran a Urías (11:14-25)
David se dio cuenta de su pecado al acostarse con Betsabé a los ojos de la ley (Deuteronomio 22:22), por lo que trató de echarle la paternidad del embarazo de Betsabé a Urías. Con el pretexto de recibir noticias sobre la batalla contra Amón, David llamó a Urías desde el campo de batalla; luego lo persuadió de que fuera a casa y «lavara sus pies», un eufemismo para «tener relaciones sexuales con su esposa». Aunque estaba de permiso, Urías mantuvo la pureza ritual que se esperaba durante la batalla (cf. Deuteronomio 23:9-14; Josué 3:5) —afirmó que estaba mal disfrutar de las comodidades cuando el arca estaba «en tiendas» y sus compañeros de armas acampaban—, por lo que resistió la persuasión y los esfuerzos de David para emborracharlo con comida y vino. Finalmente, a Urías se le ordenó llevar una carta que le conduciría a una muerte segura: el mensaje secreto de David a Joab para que asignara a Urías a la línea más avanzada. Al parecer, Urías no leyó la carta (presumiblemente sellada). Joab ejecutó el deseo de David colocando a Urías y a algunos de sus soldados bajo la muralla de la ciudad, una acción que había resultado fatal en el caso de Abimelec (Jueces 9:52-53) y aquí causó la muerte de Urías, junto con, según la LXXL , otros dieciocho soldados. A continuación, Joab envió un mensaje a David en el que le transmitía la noticia de la batalla con una información vital sobre la muerte de Urías, y David le devolvió a Joab un mensaje oculto de aceptación y aliento.

## David se casó con Betsabé (11:26-27)
Una vez finalizado el período de luto por la muerte de Urías, David tomó como esposa a la viuda de Urías, Betsabé, y con el tiempo ella dio a luz a un hijo. Las acciones de David no se explicaron, pero la última declaración del pasaje (11:27b) establece claramente que el comportamiento de David era inaceptable para Dios.

### Versículo 27
Y cuando terminó el luto, David envió a buscarla y la trajo a su casa, y ella se convirtió en su esposa y le dio un hijo.
Pero lo que David había hecho desagradó al SEÑOR. 
- «El luto»: se refiere al período habitual de siete días de luto por la muerte (1 Samuel 31:13; Génesis 50:10),[18] como en el caso de Abigail en 1 Samuel 25:39-42.[20]
- «Desagradó a Dios» o «fue malo a los ojos de Dios», porque según la ley (Levítico 20:10), tanto David como Betsabé deberían haber sido condenados a muerte. [28]

### Comentarios sobre Samuel
- Auld, Graeme (2003). «1 & 2 Samuel».  En James D. G. Dunn and John William Rogerson, ed. Eerdmans Commentary on the Bible. Eerdmans. ISBN 9780802837110.
- Bergen, David T. (1996). 1, 2 Samuel. B&H Publishing Group. ISBN 9780805401073.
- Gordon, Robert P. (1999). I & II Samuel, A Commentary. Zondervan. ISBN 978-0310230229.
- Hertzberg, Hans Wilhelm (1964). I & II Samuel, A Commentary (trans. from German 2nd edition 1960 edición). Westminster John Knox Press. p. 19. ISBN 978-0664223182.
- Tsumura, David Toshio (2007). The First Book of Samuel. Eerdmans. ISBN 9780802823595.

### General
- Breytenbach, Andries (2000). «Who Is Behind The Samuel Narrative?».  En Johannes Cornelis de Moor and H.F. Van Rooy, ed. Past, Present, Future: the Deuteronomistic History and the Prophets. Brill. ISBN 9789004118713.
- Coogan, Michael David (2007).  Coogan, Michael David; Brettler, Marc Zvi; Newsom, Carol Ann et al., eds. The New Oxford Annotated Bible with the Apocryphal/Deuterocanonical Books: New Revised Standard Version, Issue 48 (Augmented 3rd edición). Oxford University Press. ISBN 978-0195288810.
- Fitzmyer, Joseph A. (2008). A Guide to the Dead Sea Scrolls and Related Literature. Grand Rapids, MI: William B. Eerdmans Publishing Company. ISBN 9780802862419.
- Halley, Henry H. (1965). Halley's Bible Handbook: an abbreviated Bible commentary (24th (revised) edición). Zondervan Publishing House. ISBN 0-310-25720-4. (requiere registro).
- Hayes, Christine (2015). Introduction to the Bible. Yale University Press. ISBN 978-0300188271.
- Jones, Gwilym H. (2007). «12. 1 and 2 Samuel».  En Barton, John; Muddiman, John, eds. The Oxford Bible Commentary (first (paperback) edición). Oxford University Press. pp. 196-232. ISBN 978-0199277186. Consultado el 6 de febrero de 2019.
- Klein, R.W. (2003). «Samuel, books of».  En Bromiley, Geoffrey W, ed. The International Standard Bible Encyclopedia. Eerdmans. ISBN 9780802837844.
- Knight, Douglas A (1995). «Chapter 4 Deuteronomy and the Deuteronomists».  En James Luther Mays, David L. Petersen and Kent Harold Richards, ed. Old Testament Interpretation. T&T Clark. p. 62. ISBN 9780567292896.
- Ulrich, Eugene, ed. (2010). The Biblical Qumran Scrolls: Transcriptions and Textual Variants. Brill.
- Würthwein, Ernst (1995). The Text of the Old Testament. Grand Rapids, MI: Wm. B. Eerdmans. ISBN 0-8028-0788-7. Consultado el 26 de enero de 2019.